# (608) Adolfine
Adolfine és l'asteroide número 608. Va ser descobert per l'astrònom August Kopff des de l'observatori de Heidelberg (Alemanya) el 18 de setembre de 1906. Pertany a la família Eos.